# Sarcophaga karna
Sarcophaga karna är en tvåvingeart som beskrevs av Thomas Pape 1996. Sarcophaga karna ingår i släktet Sarcophaga och familjen köttflugor. Inga underarter finns listade i Catalogue of Life.